# NGC 6790
NGC 6790 is een planetaire nevel in het sterrenbeeld Arend. Het hemelobject werd op 16 juli 1882 ontdekt door de Amerikaanse astronoom Edward Charles Pickering.

## Synoniemen
- PK 37-6.1